# Crossover Peak
Crossover Peak är en bergstopp i Kanada.   Den ligger i provinsen British Columbia, i den södra delen av landet, 3 400 km väster om huvudstaden Ottawa. Toppen på Crossover Peak är 1 556 meter över havet.
Terrängen runt Crossover Peak är bergig. Trakten runt Crossover Peak är nära nog obefolkad, med mindre än två invånare per kvadratkilometer.. 
I omgivningarna runt Crossover Peak växer i huvudsak barrskog.